# Aluísio Napoleão de Freitas Rego
Aluísio Napoleão de Freitas Rego (Belém do Pará, 20 de novembro de 1914 — Brasília, 14 de setembro de 2006) foi um diplomata e escritor brasileiro.

## Biografia
Era filho do advogado e futuro deputado federal Hugo Napoleão do Rego e Matilde de Freitas. Fez o curso primário e ginasial no Lycée Français do Rio de Janeiro (1924 - 1931). Ao terminar o curso, recebeu a Medalha de Bronze da Municipalidade de Paris, sendo eleito orador de sua turma. De 1932 a 1959 colaborou na imprensa carioca com artigos, contos, crônicas e críticas literárias. Bacharelou-se em 1936 pela Faculdade de Direito da Universidade do Rio de Janeiro. Casou-se em 1942 com Regina Margarida Pessegueiro Quinto Alves.
Da união nasceu, no ano seguinte, Hugo Napoleão do Rego Neto. Em 1952 foi designado para integrar a Delegação do Brasil às solenidades da inauguração do Monumento de Alberto Santos Dumont, em Saint-Cloud. Em 1956 foi designado, por portaria do Ministro da Aeronáutica, Membro da Comissão Executiva Nacional do Ano Santos Dumont, tendo sido nessa ocasião publicada a segunda edição do seu livro Santos Dumont e a conquista do ar. Em 1957 foi eleito sócio efetivo do Instituto Histórico e Geográfico Brasileiro. Em 1972 foi representante do Governo brasileiro nas exéquias do rei Frederico IX da Dinamarca.
Após ser promovido ao cargo de ministro de 1ª classe (embaixador), passou a ocupar o cargo de embaixador do Brasil na Suécia entre 1969 e 1974.
Em 15 de agosto de 1974, a República Popular da China e o Brasil estabeleceram relações diplomáticas. Aluísio Napoleão foi até 1981 o primeiro embaixador brasileiro em Beijing.

## Publicações
REGO, Aluísio Napoleão de Freitas. Segredos. Rio de Janeiro: C. Mendes Junior, 1935.
REGO, Aluísio Napoleão de Freitas. Os arquivos particulares do Itamary. Rio de Janeiro: Imprensa Nacional, 1940.
REGO, Aluísio Napoleão de Freitas. Santos Dumont e a conquista do ar. Rio de Janeiro: Imprensa Nacional, 1941.
REGO, Aluísio Napoleão de Freitas. O arquivo do Barão do Rio Branco. Rio de Janeiro: Imprensa Nacional, 1951.